# Can Mateu i Can Fuselles
Can Mateu i Can Fuselles és una antiga masia habilitada com a magatzem de Cornellà del Terri (Pla de l'Estany) inclosa a l'Inventari del Patrimoni Arquitectònic de Catalunya.

## Descripció
Edifici de planta irregular amb ampliacions d'èpoques diverses. El conjunt està constituït per dos habitacles independents. Les parets portants són de maçoneria, amb alguns sectors més antics construïts amb carreus de diferents mides. Les obertures són emmarcades amb carreus bisellats i trencaaigües emmotllurats.
A la planta baixa hi ha un porxo incorporat al conjunt, amb un gran arc de mig punt fet amb pedra a plec de llibre. A la façana sud hi ha un arc rebaixat de pedra, tapat. Els sostres són fets amb cairats i la coberta amb teula àrab a dues vessants. L'era és pavimentada amb grans lloses.

## Història
L'última ampliació del mas s'hauria efectuat a principis del segle passat, tal com consta en les llindes d'unes portes amb la data de 1810 i 1816 respectivament.